# هايدن شلوسبيرغ
هايدن شولسبيرغ (بالإنجليزية: Hayden Schlossberg)‏ ممثل ومنتج وكاتب سيناريو أمريكي من مواليد 9 يونيو 1978 من راندولف، نيوجيرزي. اكتسب شهرته من المشاركة مع جون هورويتز في كتابة سيناريو فيلم Harold & Kumar Go To White Castle كما قام بالمشاركة مع جون هورويتز في كتابة سيناريو وإنتاج وأخراج فيلم Harold & Kumar Escape from Guantanamo Bay.
و لقد تخرج عام 2000 من جامعة شيكاغو كما أنه خريج مدرسة راندولف الثانوية.

## أعماله
| الفيلم                                       | العام | الدور            |
| -------------------------------------------- | ----- | ---------------- |
| Filthy                                       | 2002  | كاتب             |
| Scary Movie 3                                | 2003  | كاتب             |
| هارولد وكومار يذهبان إلى مطعم القلعة البيضاء | 2004  | مخرج وممثل       |
| هارولد وكومار 2: الهروب من سجن غوانتانامو    | 2008  | مخرج وممثل ومنتج |
| Harold & Kumar 3                             | 2010  |                  |
| لم الشمل الأمريكي                            | 2012  | كاتب ومخرج       |

## وصلات خارجية
- هايدن شلوسبيرغ على موقع IMDb (الإنجليزية)
- هايدن شلوسبيرغ على موقع ألو سيني (الفرنسية)
- هايدن شلوسبيرغ على موقع أول موفي (الإنجليزية)
- هايدن شلوسبيرغ على موقع بوكس أوفيس موجو (الإنجليزية)
- هايدن شلوسبيرغ على موقع قاعدة بيانات الأفلام السويدية (السويدية)
- هايدن شلوسبيرغ على موقع قاعدة بيانات الفيلم (الإنجليزية)
- هايدن شلوسبيرغ على موقع كينوبويسك (الروسية)

صفحته على imdb